# Weverson Leandro Oliveira Moura
Weverson Leandro Oliveira Moura (* 12. Mai 1993 in Brasília), auch als Leandro bekannt, ist ein brasilianischer Fußballspieler.

## Karriere

### Verein
Er spielte in seiner Jugend in den Vereinen Associação Botafogo FC, Centro de Futebol Zico de Brasília Sociedade Esportiva, SE Gama und ab 2010 bei Grêmio Porto Alegre. Im Januar des folgenden Jahres kam er in den Hauptkader des Grêmio Porto Alegre und hatte am 20. Februar 2011 sein Debüt. Er kam nach einer Auswechslung als Ersatz für Fábio Rochemback und schoss das 5:0 gegen den Ypiranga FC.
Leandro unterzeichnete direkt nach seinem 18. Geburtstag einen Fünf-Jahres-Vertrag mit Tricolor und machte am 22. Mai sein Campeonato-Brasileiro-de-Futebol-Debüt gegen Corinthians São Paulo in einer 1:2-Heimniederlage. Am 3. August erzielte er sein erstes Tor in einem 2:2-Unentschieden gegen Atlético Mineiro im Estádio Olímpico Monumental.
Am 14. Februar 2013 unterzeichnete Leandro eine Ein-Jahres-Leihe mit Palmeiras São Paulo, zusammen mit Vilson, Léo Gago und Hernán Barcos. Er hatte sieben Tage später sein Debüt bei diesem Club und erzielte im Spiel gegen den União Agrícola Barbarense FC einen Heimerfolg. Leandro schoss 13 Liga Tore in 30 Spielen. Am 10. Januar 2014 unterzeichnete er für eine Gebühr von 5 Millionen Euro einen dauernden Vierjahresvertrag mit dem Klub. Beim Gewinn der Copa do Brasil 2015 durch Palmeiras im Dezember stand Leandro nicht mehr im Kader. Vom 3. August bis zum 31. Dezember 2015 diente Leandro dem FC Santos als Leihe. Dort schoss er 1 Tor in 14 Spielen.
Zur Saison 2016 schloss sich ein weiteres Leihgeschäft an. Vom 2. Februar 2016 spielt Leandro noch bis zum Jahresende beim Coritiba FC.
Auch 2017 spielte Leandro weiterhin keine Rolle in den Planung von Palmeiras. Er ging auf Leihbasis für ein Jahr nach Japan zu Kashima Antlers. Im Dezember des Jahres wurde bekannt, dass der Klub Leandro fest für weitere drei Jahre übernimmt. 2020 wurde er an den Ligakonkurrenten FC Tokyo ausgeliehen. Im Finale um den J.League Cup 2020 besiegte Tokyo am 4. Januar 2021 Kashiwa Reysol mit 2:1. 2021 wurde er nach der Ausleihe vom FC Tokyo fest verpflichtet.

### Nationalmannschaft
Leandro nahm mit einer U-22 Auswahl an den Panamerikanische Spiele 2011 teil. Hier kam er nur zu einem 44-minütigen Einsatz gegen Kuba. 2013 kam er zu einem Einsatz in der A-Auswahl Brasiliens. Im Freundschaftsspiel gegen Bolivien am 6. April 2013 unter der Leitung von Scolari war Leandro Teil der Mannschaft. In dem Spiel wurde er in der 78. Minute beim Stand von 3:0 für Ronaldinho eingewechselt und erzielte in der 92. das Tor zum 4:0-Endstand. 2014 nahm er mit einer U-21 Mannschaft am Turnier von Toulon teil und konnte dieses gewinnen (drei Spiele und ein Tor).

## Erfolge

### Verein
Grêmio
- Campeonato Brasileiro de Futebol U20: 2009

Palmeiras
- Série B: 2013

Kashima Antlers
- Japanischer Fußball-Supercup: 2017 ohne Einsatz
- AFC Champions League: 2018

FC Tokyo
- J.League Cup: 2020

### Nationalmannschaft
U21 Brasilien
- Turnier von Toulon: 2014